# خطاب (سوریه)
خطاب (به عربی: خطاب) شهری در شمال غربی سوریه، از نظر اداری بخشی از استان حماه، شمال غربی حمات است که در نزدیکی رود عاصی واقع شده‌است. از مکان‌های نزدیک می‌توان به قمحانه در شرق، شیحه در جنوب شرقی، کفر الطون در جنوب غربی، المجدل در غرب، محرده و حلفایا در شمال غربی، و طیبه الامام در شمال شرقی اشاره کرد. خطاب در سرشماری سال ۲۰۰۴، ۱۰٬۸۳۰ نفر جمعیت داشته‌است. ساکنان آن عمدتاً مسلمان سنی مذهب هستند.